# Subdivisões de São Tomé e Príncipe
São Tomé e Príncipe é uma nação constituída por duas ilhas e está administrativamente dividida em sete distritos. Em 2004, São Tomé e Príncipe contava com 139.000 habitantes.

## Ilhas
A Ilha de São Tomé, cuja capital é a cidade de São Tomé, tem uma população estimada em 133.600 habitantes (2004) numa área de 859 km².
A Ilha do Príncipe, cuja capital é Santo António - é a ilha mais pequena, com uma área de 142 km² e uma população estimada em 5.400 habitantes (2004). Desde 29 de Abril de 1995 que a ilha do Príncipe constitui uma região autónoma.

## Distritos
| \| \| Distritos de São Tomé e Príncipe \|                                                   |                                  |
| Ilha de São Tomé : Água Grande (1) Cantagalo (2) Caué (3) Lembá (4) Lobata (5) Mé-Zóchi (6) | Ilha do Príncipe Pagué (7)       |
|                                                                                             | Distritos de São Tomé e Príncipe |

Apesar de estar consagrado na Constituição que os distritos devam ser governados por órgãos autárquicos eleitos, até ao momento não se realizaram quaisquer eleições autárquicas em São Tomé e Príncipe.

## ISO 3166-2:ST
Esta é a lista ISO 3166-2:ST – códigos das subdivisões de São Tomé e Príncipe.
| Código | Subdivisão  | Categoria de subdivisão |
| ------ | ----------- | ----------------------- |
| ST-01  | Água Grande | distrito                |
| ST-02  | Cantagalo   | distrito                |
| ST-03  | Caué        | distrito                |
| ST-04  | Lembá       | distrito                |
| ST-05  | Lobata      | distrito                |
| ST-06  | Mé-Zóchi    | distrito                |
| ST-P   | Príncipe    | região autónoma         |